# Первое сражение при Рельяно
Первое сражение при Рельяно (исп. Primera Batalla de Rellano) — одно из сражений во время Мексиканской революции. Произошло 24 марта 1912 года возле железнодорожной станции Рельяно в штате Чиуауа между правительственными войсками президента Мексики Франсиско Мадеро и повстанцами Паскуаля Ороско, одержавшими в нем победу.
После падения диктатуры Порфирио Диаса Паскуаль Ороско, много сделавший для победы, из-за личных амбиций вступил в конфликт с президентом Мексики Франсиско Мадеро и в марте 1912 года поднял восстание против правительства. Он быстро мобилизовал своих сторонников и занял часть штата Чиуауа.
В экспедицию против Ороско из Мехико был направлен генерал Хосе Гонсалес Салас. 18 марта его войска (6000 человек) на поездах двинулись из Торреона в Чиуауа. Продвижение было медленным, потому что солдаты были вынуждены ремонтировать железнодорожные пути и мосты, взорванные повстанцами при отступлении. Кроме того, Гонсалес Салас разделил свои силы на три колонны, между которыми отсутствовала устойчивая связь. В результате «колорадо», так войска Ороско были известны из-за их красного флага, сумели застать врасплох федеральные войска Саласа на южной окраине региона Больсон-де-Мапими и дали им бой, а затем отступили к станции Рельяно, где вместе с прибывшим подкреплением окопались. К этому моменту у Ороско было около 3000 человек. Войска Гонсалес Саласа продолжили продвижение.
В этот момент ороскисты загрузили локомотив динамитом и направили его на поезд федеральных войск. Войска Гонсалес Саласа, увидев приближающийся паровоз, сняли часть рельсов, но скорость локомотива была достаточно высока, и он перескочил через отсутствующие рельсы, врезался в поезд и взорвался. Несмотря на незначительные потери, поскольку часть федеральных солдат высадилась, когда увидела приближающийся локомотив, тактика использования поездов со взрывчаткой стала применяться противоборствующими силами и была известна как loco loco (сумасшедший локомотив) или máquina loca (сумасшедшая машина).
Починив пути и продолжив продвижение на поезде, федералы чуть позже попали в засаду ороскистов, обстрелявших их с окружающих холмов. Кавалерийский эскадрон генерала Аурелиано Бланке попытался обойти повстанцев, но был вынужден отступить, когда к последним прибыло подкрепление, и они ударом на левый фланг стали окружать правительственные войска. Несмотря на прибытие к федералам кавалерийского отряда Тельеса, они были вынуждены отступать с боями к Торреону.
Прибыв в Торреон, Гонсалес Салас полтора дня ждал известий о том, что случилось с кавалерией Тельеса, прикрывавшей отход, и с другими, ранее отделенными отрядами. Поскольку никто не прибывал, он впал в отчаяние и покончил жизнь самоубийством.
Победа Паскуаля Ороско в первом сражении при Рельяно стала кульминацией его восстания. Он стал контролировал весь штат Чиуауа, кроме города Парраль, в котором стоял гарнизон Панчо Вильи. К тому же Ороско эффективно использовал известие о победе в пропагандистских целях, что вместе с эффектной тактикой наполненного динамитом локомотива и самоубийством Гонсалеса было воспринято сторонниками Мадеро как военная катастрофа.